# Клаудіо Гомес
Клаудіо Амарілдо Гомес (фр. Claudio Amarildo Gomes, нар. 23 липня 2000, Аржантей, Франція) — французький футболіст, опорний півзахисник італійського клубу «Палермо».

## Ігрова кар'єра

### Клубна
Грати у футбол Клаудіо Гомес починав у своєму рідному місті Аржантей. У 2013 році футболіст приєднася до академії столичного «Парі Сен-Жермен». 18 листопада 2017 року футболіст провів одну гру в складі другої команди ПСЖ в Національній лізі 2.
В липні 2018 року Гомес перейшов до англійського «Манчестер Сіті». Пройшов з клубом передсезонну підготовку у США але клуб змушений був чекати 18 - річчя гравця, щоб підписати з ним контракт. Дебют Гомеса на професійному рівні відбувся 5 серпня 2018 року у матчі за Суперкубок Англії проти лондонського Челсі. Сезон 2019/20 Гомес провів в оренді в «Йонг ПСВ».
На сезон 2020/21 футболіст повернувся до «Манчестер Сіті» і 10 лютого 2021 року зіграв матч Кубка Англії проти «Свонсі Сіті». Сезон 2021/22 Гомес також провів в оренді - в клубі Чемпіоншипа «Барнслі».
У вересні 2022 року Гомес приєднався до італійського «Палермо», з яким підписав дворічний контракт. І вже через вісім днів провів першу гру в складі нової команди — вийшовши на заміну у матчі Сері В проти «Дженоа».

### Збірна
Клаудіо Гомес має коріння з Гвінеї - Бісау. Та міжнародну кар'єру почав в юнацьких збірних Франції. В 2017 році він був капітаном збірної Франції (U-17) на юнацькому чемпіонаті Європи в Хорватії та на юнацькому чемпіонаті світу в Індії.
Також брав участь у юнацькому чемпіонаті Європи у Вірменії.

## Титули
Манчестер Сіті
 Переможець Суперкубка Англії: 2018